# Compagnie des mines de Courrières
Die Compagnie des mines de Courrières (Bergwerk Courrières) war ein Bergbauunternehmen, das Förder- und Aufbereitungsanlagen im Departement Pas-de-Calais (Frankreich) betrieb. Es lag mitten im Bergbaubecken Nord - Pas-de-Calais und wurde bis 1991 betrieben. Es ist besonders durch die Katastrophe von Courrières am 10. März 1906, bei der 1099 Bergleute ums Leben kamen, in ganz Europa bekannt geworden.

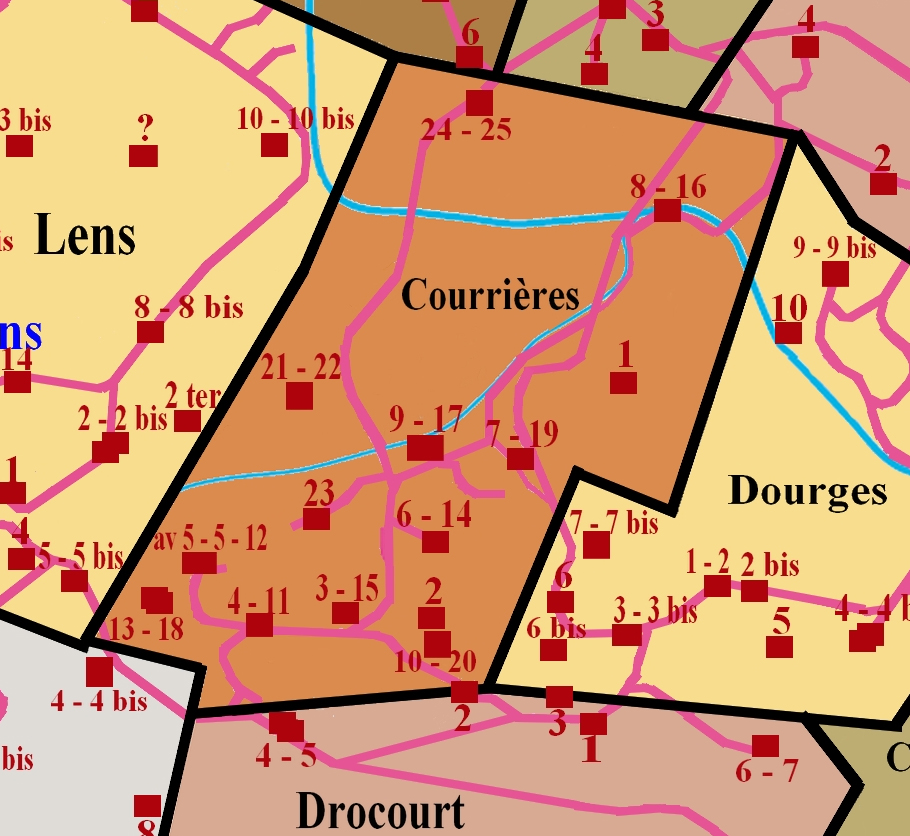
Berechtsame, Schächte und Zechenbahnen von Courrières

## Geschichte

### Exploration und Gründung der Gesellschaft
Zwischen 1846 und 1849 wurden zahlreiche Bemühungen unternommen, westlich von Douai Kohleflöze nachzuweisen. Daran waren die Compagnie de la Scarpe, die Compagnie des mines de l'Escarpelle und Henriette de Clerq sowie Louis-Georges Mulot in Oignies beteiligt. Auch Joseph Mathieu, Bruder des Bürgermeisters von Anzin, berichtete sowohl der Compagnie des mines de Douchy als auch mehreren Geschäftsleuten und Industriellen aus Lille von Funden in diesem Gebiet. So gründen Louis Bigo, Charles Crespe, Louis Martin und Léonard Danel am 10. März 1840 die Compagnie Bigo, die kurze Zeit darauf Probebohrungen in Hénin-Liétard, Drocourt und Sallaumines durchführte. Nachdem mehrere Probebohrungen erfolgreich die Existenz von Steinkohleflözen nachgewiesen hatten, wurde der Compagnie am 5. August 1852 eine Konzession über 47,97 km2 erteilt, die später zweimal um jeweils 7,20 km2 im Nordwesten und Süden erweitert worden ist. Nachdem am 1. Oktober 1852 ein Dekret zur Erteilung der Steinkohleförderung erteilt worden war, trat unverzüglich ein vorläufiger Verwaltungsrat zusammen, der eine Zivilgesellschaft ins Leben rief, die dann den Namen Compagnie des mines de houille de Courières annahm und bis zur Verstaatlichung 1946 existierte. Aufgrund der Vorleistungen der Familie Mathieu bei der Erschließung des Grubenfeldes blieb die enge Verbindung zur Compagnie des mines de Douchy immer bestehen.

### Die Entwicklung bis 1914
Anfänglich gestaltete sich die Förderung durch Schacht 1 sehr unvorteilhaft. So konnten in den ersten Betriebsjahren nach 1849 nur 12.000 bis 20.000 t Magerkohle gefördert werden, die zudem stark mit Bergen durchsetzt war. Durch Probebohrungen in der Nähe von Billy-Montigny stellte sich jedoch rasch heraus, dass die Bedingungen im südlichen Bereich des Konzessionsgebietes wesentlich günstiger waren und hier gute Fettkohlenvorkommen zu erwarten waren. Es erfolgte von 1854 bis 1911 in rascher Abfolge das Abteufen von insgesamt 11 Schachtanlagen entlang der hier von West nach Ost verlaufenden Bahnlinie Arras - Lille zwischen den Sallaumines und Billy-Montigny, die später oft zu Doppelschachtanlagen erweitert wurden.

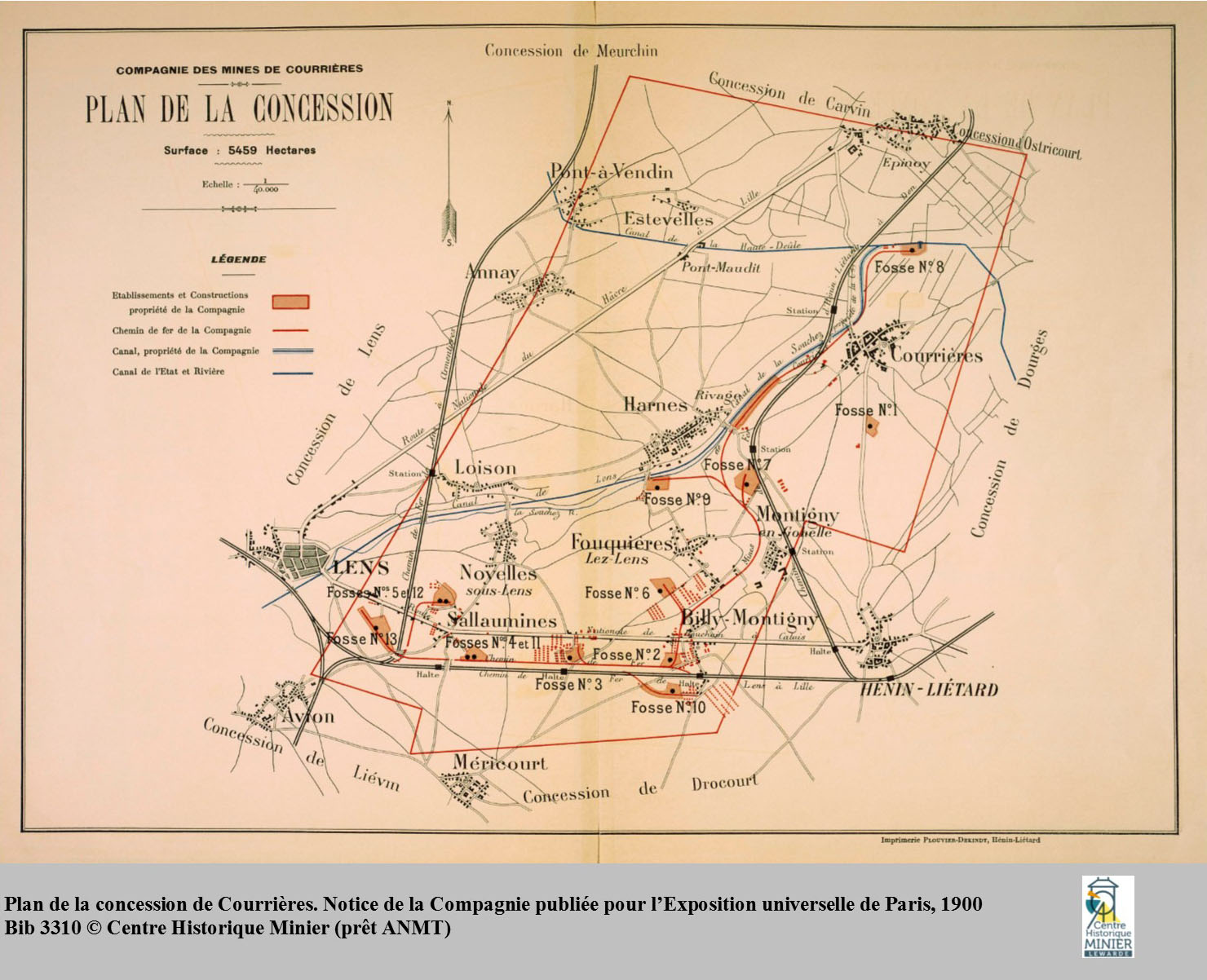
Konzessionsgebiet von Courrières im Jahr 1900

Die folgende Tabelle zeigt die Entwicklung der Förderung bis zum Jahr 1878.
| Jahr | Gesamtförderung | Zahl der Arbeiter | Förderung pro Arbeiter |
| ---- | --------------- | ----------------- | ---------------------- |
| 1851 | 4.672 t         | 109               | 42 t                   |
| 1852 | 12.838 t        | 112               | 114 t                  |
| 1853 | 17.420 t        | 152               | 114 t                  |
| 1854 | 21.022 t        | 184?              | 114 t                  |
| 1855 | 18.577 t        | 285               | 65 t                   |
| 1856 | 22.675 t        | 310               | 73 t                   |
| 1857 | 73.028 t        | 494               | 148 t                  |
| 1858 | 80.259 t        | 631               | 127 t                  |
| 1859 | 73.498 t        | 647               | 113 t                  |
| 1860 | 70.166 t        | 610               | 114 t                  |
| 1861 | 75.206 t        | 730               | 103 t                  |
| 1862 | 109.349 t       | 750               | 146 t                  |
| 1863 | 139.420 t       | 797               | 175 t                  |
| 1864 | 180.122 t       | 956               | 188 t                  |
| 1865 | 202.944 t       | 1.084             | 188 t                  |
| 1866 | 230.587 t       | 1.163             | 179 t                  |
| 1867 | 227.669 t       | 1.278             | 178 t                  |
| 1868 | 279.173 t       | 1.426             | 195 t                  |
| 1869 | 316.904 t       | 1.575             | 201 t                  |
| 1870 | 309.972 t       | 1.411             | 219 t                  |
| 1871 | 289.117 t       | 1.491             | 193 t                  |
| 1872 | 353.580 t       | 1.716             | 206 t                  |
| 1873 | 376.621 t       | 1.716(?)          | 219 t                  |
| 1874 | 375.563 t       | 1.716(?)          | 219 t                  |
| 1875 | 435.895 t       | 2.266             | 192 t                  |
| 1876 | 377.183 t       | 2.266(?)          | 166 t                  |
| 1877 | 370.475 t       | 2.203             | 168 t                  |
| 1878 | 433.211 t       | 2.321             | 187 t                  |

Damit ergibt sich eine Gesamtförderung von der Gründung bis zum Jahr 1878 von 5.477.056 t. Sie konnte also – sieht man von leichten Schwankungen ab – kontinuierlich gesteigert werden. Dieser Aufstieg erfuhr jedoch am 10. März 1906 durch das größte Grubenunglück, das sich jemals in Mitteleuropa ereignete, eine jähe Unterbrechung. Um 6:30 Uhr ereignete sich eine gewaltige Kohlenstaubexplosion und erfasste sofort die untertägig miteinander verbundenen Schachtanlagen 2, 3 und 4/11. Das Grubenunglück von Courrières forderte 1.099 Todesopfer und löste auch in Deutschland eine Welle der Hilfsbereitschaft aus. Obwohl von Seiten der Arbeiterschaft gegen die Bergwerksgesellschaft schwere Vorwürfe erhoben wurden und auch auf anderen Bergwerken zu Streiks der Belegschaften führte, wurde die Förderung nach der Aufwältigung der Schäden bald wieder aufgenommen und erreichte kurz vor Ausbruch des Ersten Weltkriegs mit 14.413 Beschäftigten eine Förderung von 3.063.068 t

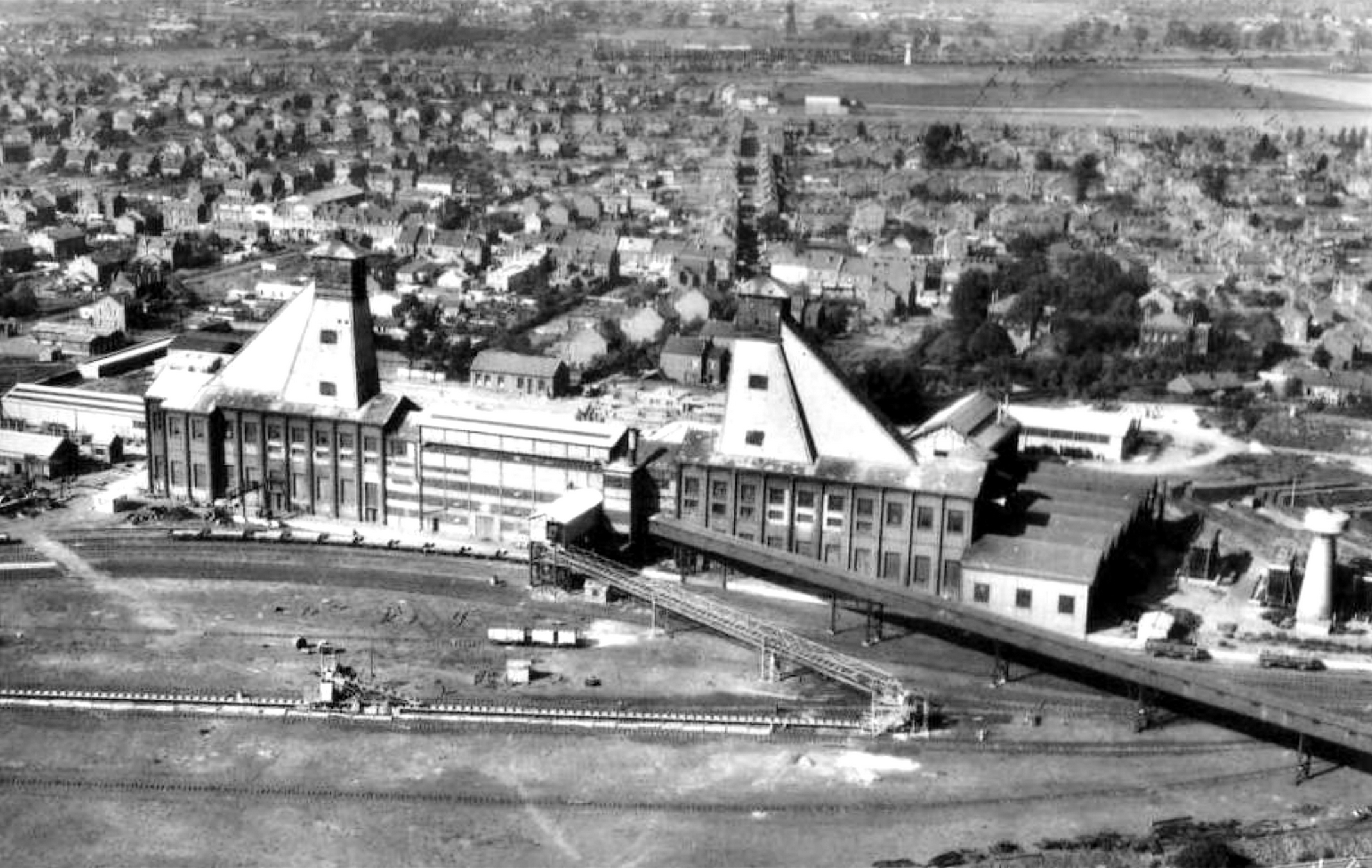
Schachtanlage 3/15 in Méricourt

Von der Gründung der Gesellschaft bis zum Ausbruch des Ersten Weltkriegs vergingen 63 Jahre und trotz diesen langen Zeitraums waren alle von der Bergwerksgesellschaft errichteten Schachtanlagen gleichartig und einzigartig aufgebaut. Typisch für Courrières war, dass alle Schächte eingehaust waren und Fördergerüste, Schachthallen und Fördermaschinenhäuser eine architektonische Einheit bildeten (fr: cocotte; siehe Schachtanlage 3/15).

### Der Erste Weltkrieg und seine Folgen
Während die Frontlinie des Ersten Weltkriegs das Gebiet der beiden Bergwerke Lens und Liévin von Norden nach Süden durchschnitt, lag Courrières gänzlich innerhalb des Besatzungsgebietes durch die deutschen Truppen. Das führe zwar dazu, dass das Bergwerk während des Krieges selbst kaum Zerstörungen erlitt, aber die Steinkohlen- und Koksproduktion durch Deutschland rücksichtslos ausgebeutet wurden. Auch kam es in den vier Besatzungsjahren zu Versorgungsengpässen und zu Schikanen an der Zivilbevölkerung. Im Rahmen des Truppenrückzugs kurz vor Kriegsende wurden die bis dahin intakten Bergwerksanlagen systematisch zerstört.

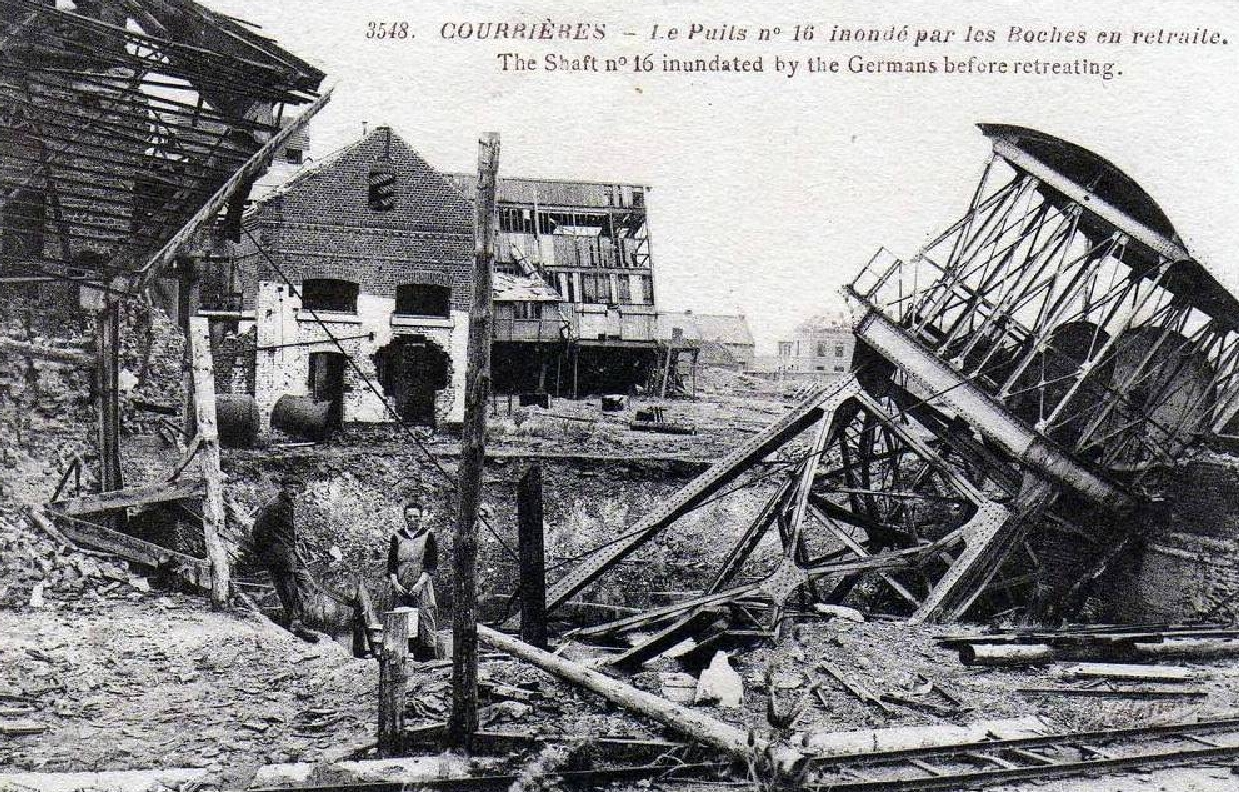
Courrières 16 bei Kriegsende 1918

Nach der Niederlage der Mittelmächte konnten die Kriegsschäden jedoch hier wie im auch in der gesamten Region dank staatlicher Unterstützung relativ schnell behoben werden. Veränderungen in der Zeit zwischen den Weltkriegen ergaben sich lediglich an zwei Positionen:
- Im Jahr 1928 kam Schacht 23 in Betrieb, der einen Teil der Förderung von 20/21 in Harnes übernahm[7].
- 1932 kam mit 24/25 die letzte Doppelschachtanlage des Bergwerks in Betrieb. Sie diente der Seilfahrt, dem Materialtransport und förderten die Magerkohle aus dem Nordfeld des Bergwerks zutage.

### Die Zeit des Zweiten Weltkriegs
In den 1930er Jahren erreichte das Bergbaugebiet Nord - Pas-de-Calais bei der Förderung von Steinkohle seinen Höhepunkt, bevor es Anfang des Jahres 1940 erneut unter deutsche Besatzung geriet. Diese war zwar für die Industrieanlagen weniger zerstörerisch als die des Ersten Weltkriegs, doch war sie für die Bevölkerung und die Bergarbeiterschaft, die von den Besatzern mehr denn je gefügig gemacht wurde, genauso anstrengend.

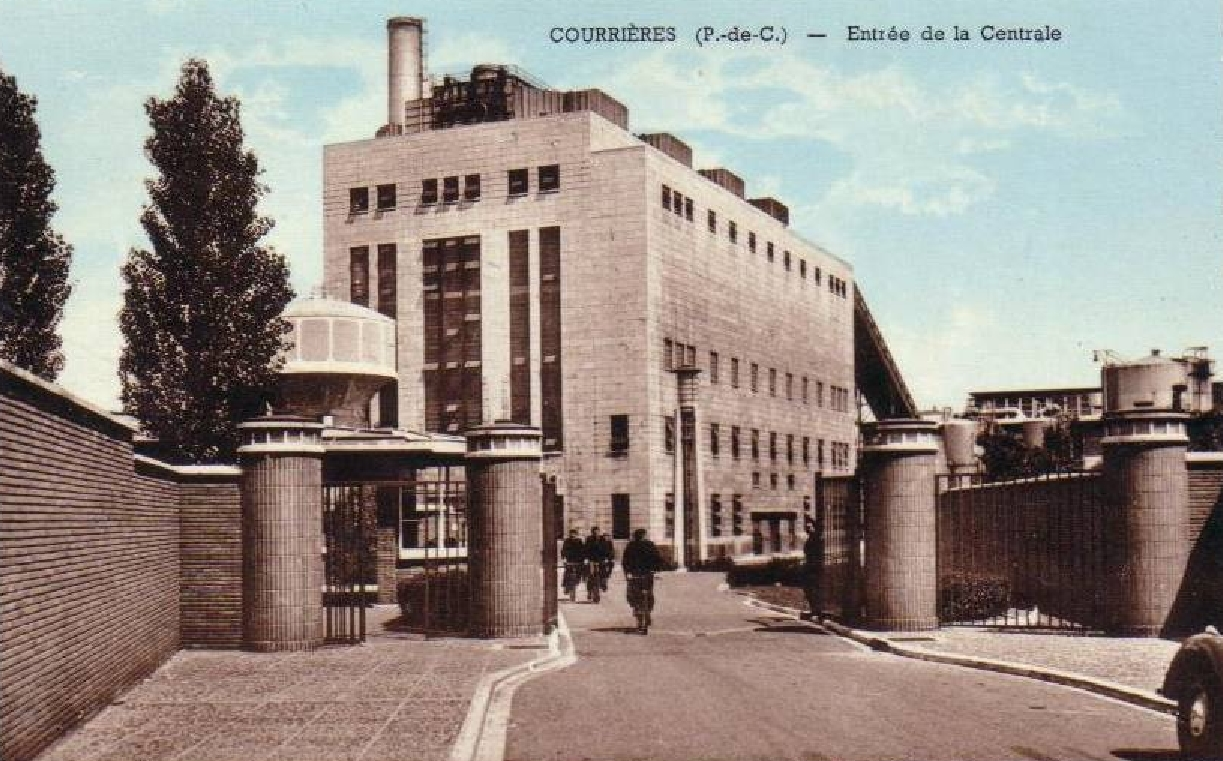
Eingang des Elektrokraftwerkes

### Courriéres nach der Verstaatlichung und Fusionen
Am Ende des Zweiten Weltkriegs kam es zu einer Verstaatlichung des französischen Steinkohlenbergbaus, die in Nordfrankreich zur Gründung der Houillères du bassin du Nord et du Pas-de-Calais (HBNPC) führte. Diese neue Gesellschaft beschloss die Zusammenlegung mit den Bergwerken Dourges und Drocourt zum Verbundbergwerk Hénin-Liétard. Dabei wurden jedoch die Berechtsamen der drei Bergwerke nicht 1:1 auf die neue Gruppe übertragen. Vielmehr kam es in diesem Zusammenhang zu Grenzkorrekturen mit dem ebenfalls neu gegründeten Verbundbergwerk Oignies und den in ihr fusionierten Bergwerke von Ostricourt und Carvin. 1968 wurden durch die Schaffung der Groupe Centre alle fünf ehemals selbstständigen Bergwerke zusammengefasst.

## Berechtsame und Lagerstätten
In der Konzession von Courrières werden die Kohleschichten von einem zwischen 135 m und 155 m variierenden Deckgebirge überlagert, das aus alluvialen Schichten, manchmal etwas Tertiärboden und vor allem aus Oberkreide besteht, von denen die Hälfte, etwa 80 m, wasserführende Schichten enthält. Die Durchörterung der letztgenannten Schichten war oft mit großen Schwierigkeiten verbunden. Deshalb waren alle Schächte in einer Höhe zwischen 80 m und 107 m mit Eichenholz ausgekleidet. Ihr Querschnitt war ein Polygon mit 16 bis 24 Seiten und einem Durchmesser von 3,50 m bis 4 m.
| Kohlensorte    | Flöze  | Flöze       | Zusammensetzung   | Zusammensetzung        | Förderschächte | Nutzung                                                                   |
| Kohlensorte    | Anzahl | Mächtigkeit | Kohlenstoffgehalt | flüchtige Bestandteile | Förderschächte | Nutzung                                                                   |
| -------------- | ------ | ----------- | ----------------- | ---------------------- | -------------- | ------------------------------------------------------------------------- |
| Magerkohle     | 3      | 1,90 m      | 92 %              | 8 %                    | 1              | Brikettherstellung, Dampferzeugung                                        |
| Esskohle       | 4      | 1,65 m      | 82–86 %           | 14–18 %                | 1              | Dampferzeugung, Hausbrand                                                 |
| Fettkohle      | 6      | 3,80 m      | 76–79 %           | 21–24 %                | 1              | Dampferzeugung, Hausbrand, Kokserzeugung, Lokomotivkohle, Glasherstellung |
| Fett-/Gaskohle | 7      | 5,35 m      | 70–74 %           | 26–30 %                | 1              | Eisenverarbeitung, Hausbrand, Kokserzeugung                               |
| Gaskohle       | 11     | 14,55 m     | 64–66 %           | 34–36 %                | 2, 3, 4        | Gasgewinnung, Eisenverarbeitung (Schmieden)                               |
| Gasflammkohle  | 7      | 6,55 m      | 60–63 %           | 37–40 %                | 5 und 6        | Zuckerfabriken, Brauereien, Heizöfen, Dampferzeugung                      |

Die durchschnittliche Dicke der Flöze betrug somit 0,889 m. In der Zeit um 1880 wurden die Flöze mit Mager- und Esskohle nicht abgebaut und der Abbau der anderen Sorten richtete sich nach der Nachfrage des Marktes.

## Schachtanlagen und Förderungen
Mit Ausnahme der Schächte 23 (Inbetriebnahme 1928) und 24/25 (12931 bzw. 1935) wurden alle Schächte vor dem Ersten Weltkrieg in Betrieb genommen und hoben die in ihren Lagerstätten vorgefundene Kohle auch dort zutage. Konzentrationen auf einzelne Förderstandorte fanden erst nach Schaffung des Verbundbergwerks Hénin-Liétard statt.

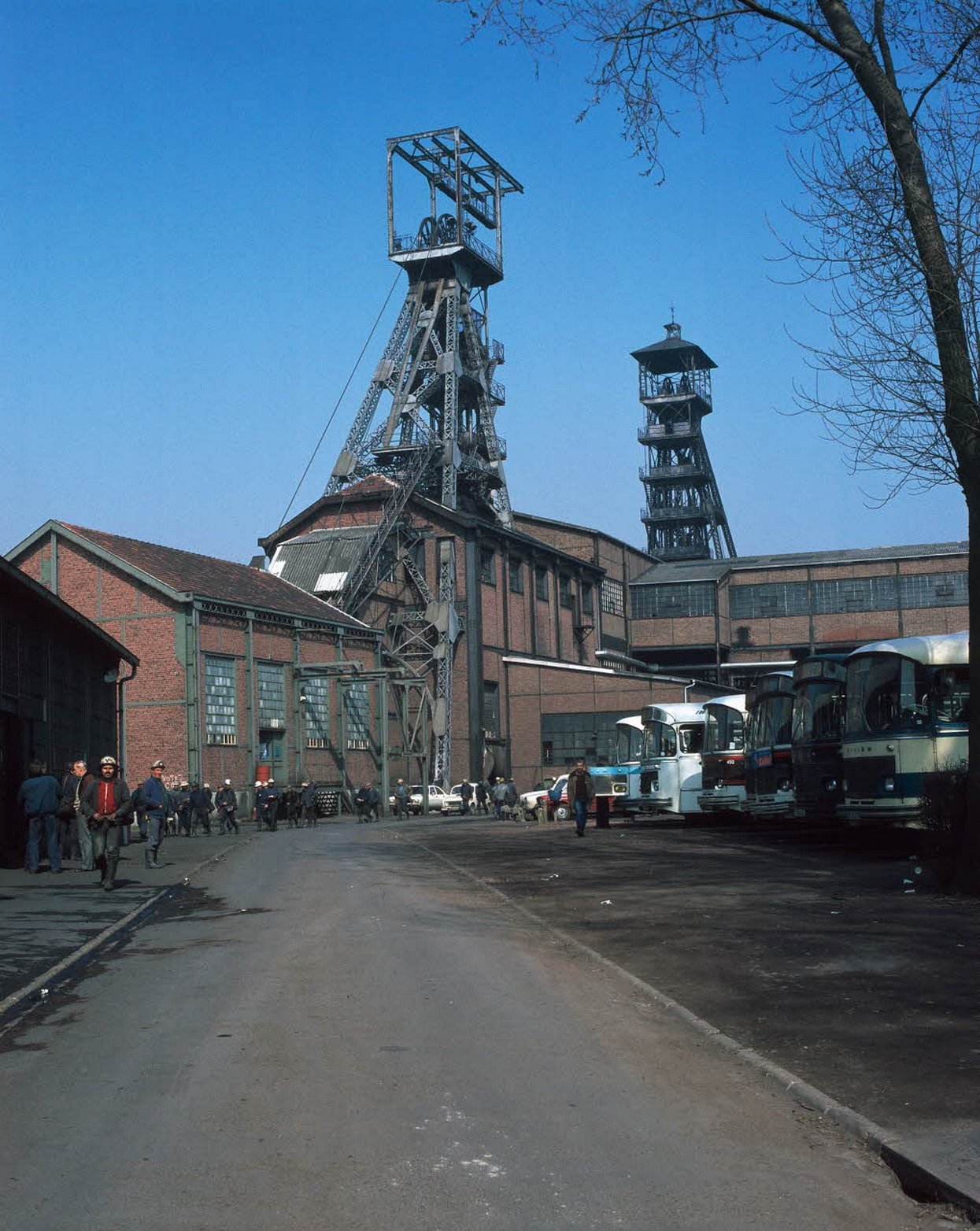
Courrières 24/25

| Schachtnummer | Ort                 | Gründung | Ende der Förderung | Schließung | max. Teufe | gesamte Fördermenge in Mio. t |
| ------------- | ------------------- | -------- | ------------------ | ---------- | ---------- | ----------------------------- |
| 1             | Courrières          | 1849     | 1900               | 1914       | 265 m      | ?                             |
| 2             | Billy-Montigny      | 1854     | 1938               | 1939       | 531 m      | 12,5                          |
| 3/15          | Méricourt           | 1858     | 1983               | 1983       | 757 m      | 53,0                          |
| 4/11          | Sallaumines         | 1865     | 1954               | 1955       | 531 m      | 21,0                          |
| 5/12          | Sallaumines         | 1873     | 1969               | 1969       | 823 m      | 21,0                          |
| 6/14          | Fouquières-les-Lens | 1875     | 1973               | 1973       | 670 m      | 29,0                          |
| 7/19          | Montigny-en-Gohelle | 1882     | 1935               | 1960       | 794 m      | 11,4                          |
| 8/16          | Courriéres          | 1889     | 1948               | 1959       | 794 m      | 4,8                           |
| 9/17          | Harnes              | 1891     | 1968               | 1968       | 635 m      | 25,7                          |
| 10/20         | Billy-Montigny      | 1895     | 1953               | 1955       | 673 m      | 11,0                          |
| 13/18         | Sallaumines         | 1901     | 1957               | 1961       | 533 m      | 14,2                          |
| 21/22         | Harnes              | 1911     | 1977               | 1977       | 571 m      | ?                             |
| 23            | Noyelles-sous-Lens  | 1926     | 1952               | 1967       | 513 m      | 4,3                           |
| 24/25         | Estevelles          | 1929     | 1989               | 1991       | 691 m      | 12,0                          |

## Weitere Industrieanlagen
Im Gegensatz zu anderen in der Region operierenden Bergwerksgesellschaften liegen für Courrières keine Informationen darüber vor, dass sich die Gesellschaft an Industrien außerhalb ihres Kerngeschäftes beteiligt hat.
Es gibt indes vier Bereiche, in denen es zu einer Zentralisierung der Produktions- und Verwertungsabläufe gekommen ist:
- Schon im 19. Jahrhundert schuf die Bergwerksgesellschaft in Billy-Montigny eine Zentralwerkstatt für Kesselbau, Tischlerei und Maurerarbeiten. Sie verfügte auch über mechanische Werkstätten und ein Zentrallager.[17]
- 1906 wurde in Billy-Montigny eine Zentralwäsche für die Schachtanlagen im Süden des Konzessionsgebietes errichtet und 1939 modernisiert.[18]
- 1920 begann man mit der Erzeugung elektrischer Energie in der Nähe des Kanals von Souchez und nutzte einen großen Teil davon in dem Unternehmen Courrières-Kuhlmann (s. u.). 1933 produzierte man 75 MW Strom.[19]
- 1924 wurde in Harnes eine Zentralkokerei in Zusammenarbeit mit der Firma Kuhlmann mit zwei Batterien und 41 Öfen in Betrieb genommen und später (1955) grundlegend modernisiert. Das Unternehmen Courrières-Kuhlmann war eines der ersten in Frankreich, das sich mit der Produktion von Synthesebenzin beschäftigte.[20]

## Verkehrsinfrastruktur

### Zechenbahnen
Um 1900 waren alle bis dahin erschlossenen Schachtanlagen miteinander durch Zechenbahnen verbunden und verfügten beim Bahnhof von Billy-Montigny über einen Gleisanschluss an das öffentliche Eisenbahnnetz der Gesellschaft Chemins de fer du Nord. Für den Kohlentransport zum Zechenhafen und zur Übergabestelle standen im Jahr 1857 fünf Lokomotiven und 160 Güterwaggons zur Verfügung.

### Zechenhafen
Parallel zu dem Versand per Schiene spielte der Abtransport der Kohle auf dem Wasserweg eine erhebliche Rolle, wie folgende Übersicht für den Zeitraum von 1860 bis 1877 zeigt
| Jahr | Transport per Schiff | Anteil an der Gesamtproduktion |
| ---- | -------------------- | ------------------------------ |
| 1869 | 155.470 t            | 49 %                           |
| 1870 | 157.250 t            | 50 %                           |
| 1871 | 131.600 t            | 45 %                           |
| 1872 | 172.400 t            | 48 %                           |
| 1873 | 182.100 t            | 48 %                           |
| 1874 | 177.500 t            | 47 %                           |
| 1875 | 207.000 t            | 47 %                           |
| 1876 | 147.000 t            | 39 %                           |
| 1877 | 158.295 t            | 47 %                           |

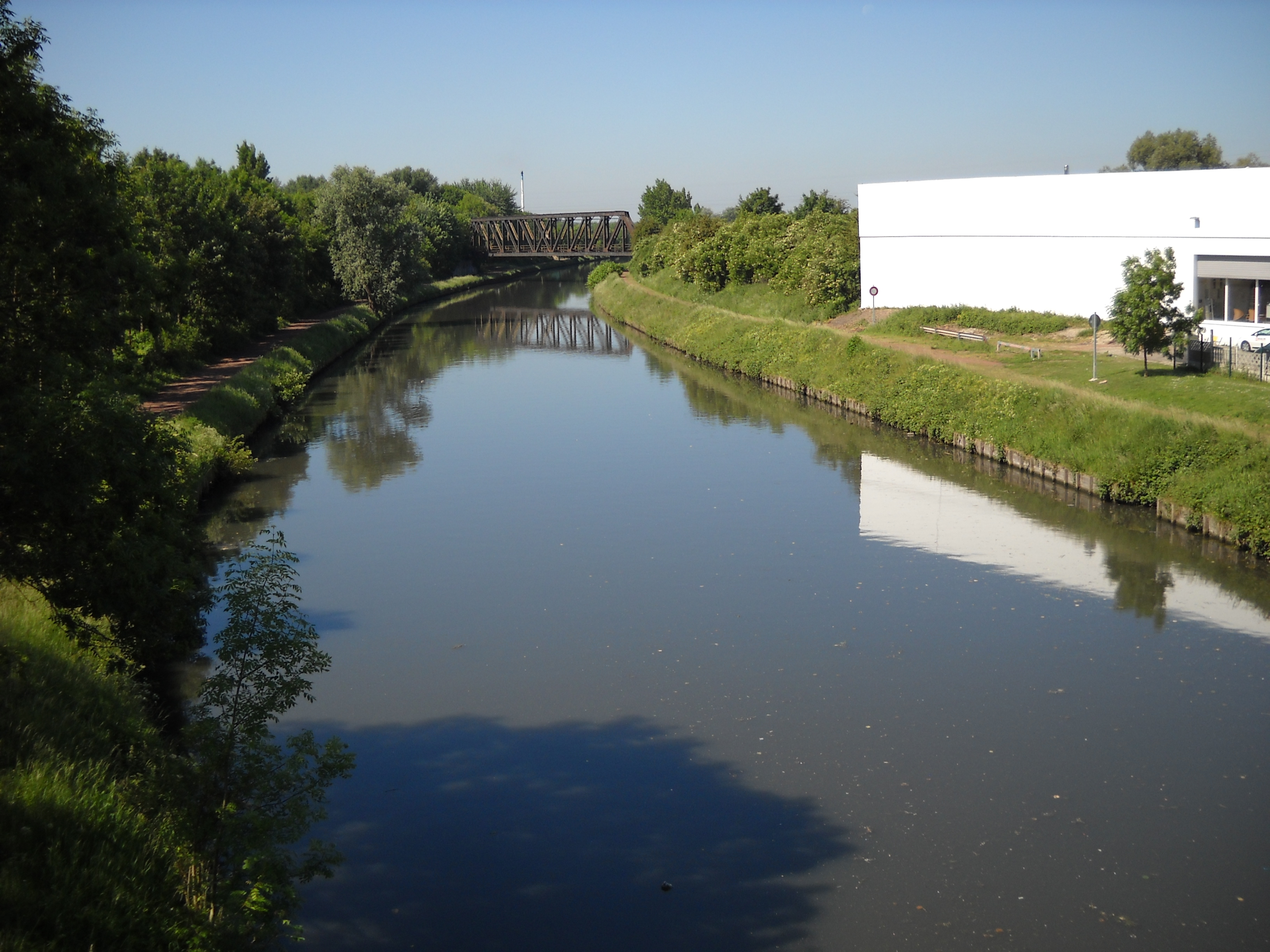
Courrières - Kanal von Souchez

Hierfür war der Zechenhafen in Harnes 1900 erheblich erweitert und der Kanal von Souchez (auch Kanal von Lens genannt) auf einer Länge von 3,8 km zwischen Harnes und dem Fluss Deûle ausgebaut worden.